# Helmut Fahrion
Helmut Fahrion (* 16. August 1912 in Feuerbach bei Stuttgart; † 6. April 2013 in Hannover) war ein deutscher Geologe und Paläontologe, der im 20. Jahrhundert bei der Exploration von Erdöl- und Erdgas-Vorkommen unter anderem „entscheidenden Anteil an der Entdeckung der niederösterreichischen Kohlenwasserstofflagerstätten“ hatte.

## Leben
Helmut Fahrion wurde in den letzten Jahren des Deutschen Kaiserreichs am Sitz seiner Familie in Feuerbach geboren als zweites Kind des Lehrers und Gymnasialprofessors Karl Fahrion und dessen Frau Helene. Seine ältere Schwester Marianne war nur ein Jahr vor ihm geboren. Bald darauf wechselte Fahrions Vater, ein studierter Altphilologe, nach Ellwangen an das dortige humanistische Gymnasium. Seine Jugendzeit in Ellwangen bezeichnete Helmut Fahrion später, der dort die Volksschule und dann ebenfalls das Ellwanger Gymnasium besuchte, als glücklich.
Möglicherweise auf Anregung sein Vetters, dem späteren Oberlandesgeologen in Baden-Württemberg Paul Groschopf (1909–2000), ging Helmut Fahrion nach seinem Abitur 1930 nach zunächst nach Tübingen an die Eberhard-Karls-Universität, um dort Naturwissenschaft mit dem Schwerpunkt Geologie zu studieren. Nach einer Unterbrechung durch den Besuch der Georg-August-Universität in Göttingen schrieb Fahrion schließlich 1934 seine Dissertation in Tübingen zum Thema Die Mikrofauna des Unteren Doggers in Schwaben.
1938 trat Helmut Fahrion in die Geologische Abteilung der Gewerkschaft Elwerath ein und ging im Folgejahr, nach dem Anschluss Österreichs und im Jahr des Beginns des Zweiten Weltkrieges, nach Wien, um von dort aus „die geologische Bearbeitung der Interessengebiete der Elwerath in Österreich“ zu bearbeiten. Dort hatte Farion entscheidenden Anteil zunächst an der Entdeckung der natürlichen Kohlenwasserstoff-Vorkommen in Niederösterreich.
Erst rund 5 Jahre nach dem Ende des Krieges kehrte Helmut Fahrion im Jahr 1950 in die nunmehrige Landeshauptstadt von Niedersachsen zurück, die zuvor während der Luftangriffe auf Hannover zu beinahe 50 Prozent zerstört worden war. Wiederum bei seinem vormaligen Arbeitgeber, der Gewerkschaft Elwerath, übernahm Fahrion verschiedene Aufgabenbereiche, vor allem aber wieder die Exploration sowie die Produktionsgeologie. Dabei leistete der Paläontologe aus Leidenschaft für sein Unternehmen Herausragendes, machte sich dann insbesondere bei Gifhorn um die Erschließung der Erdölvorkommen im sogenannten „Gifhorner Trog“ verdient und nicht zuletzt dem erneuten Aufschwung der Gewerkschaft Elwerath.
Nachdem der Betrieb der Gewerkschaften Brigitte und der Elwerath zur Betriebsführungsgesellschaft BEB Erdgas und Erdöl zusammengeführt worden war, wurde Fahrion 1970 „Exploration Manager“ mit der Verantwortung für die Hauptabteilung der Exploration. Erst im August 1977 beendete er seine berufliche Laufbahn.
Am 6. April 2013 starb Fahrion an seinem Wohnort Hannover und hinterließ eine Familie.

## Schriften
- Die Mikrofauna des Unteren Doggers in Schwaben, zugleich Dissertation 1934 an der Universität Tübingen, [o. O.], 1935
- H. R. von Gaertner (Red.), Kurt Lemcke, Wolf von Engelhardt, Hans Füchtbauer: Geologische und sedimentpetrographische Untersuchungen im Westteil der ungefalteten Molasse des süddeutschen Alpenvorlandes (= Geologisches Jahrbuch / Beihefte, Heft 11), unter paläontologischer Mitarbeit von Helmut Fahrion und Ernst Wilhelm Straub hrsg. von der Geologischen Landesanstalt der Bundesrepublik Deutschland, Hannover: Amt für Bodenforschung, 1953; Inhaltsverzeichnis
- Helmut Fahrion (Text), Karl-Heinz Grothe (Gestaltung): Die Gewerkschaft Elwerath. Chronik eines Erdölunternehmens 1866–1969 (Hrsg.): BEB Erdgas und Erdöl GmbH  Hannover: Druckerei Grütter, 1987